# 에나쓰 유타카
에나쓰 유타카(일본어: 江夏 豊, 1948년 5월 15일 ~ )는 일본의 전 프로 야구 선수이자 야구 해설가·평론가이다. 효고현 아마가사키시 출신(나라현 요시노군 태생)이며 현역 시절 포지션은 투수였다.
1967년 한신 타이거스 소속으로 프로 야구 선수 생활을 시작하여 프로 통산 206승(134선발승), 193세이브를 기록할 정도로 뛰어난 좌완 투수였다. 특히 1968년에는 한 시즌 401 탈삼진을 기록했는데 이는 일본 프로 야구 역대 최고 기록이다. 그 외에도 올스타전 9연속 탈삼진이나 에나쓰의 21구 등의 수많은 에피소드를 남겼다.

## 인물

### 어린 시절
가고시마현 출신의 어머니가 오사카 대공습으로 피난했던 나라현 요시노군에서 아버지와 알게 되어 거기서 자신은 삶을 누렸다. 얼마 있지 않아 부모가 이혼하면서 아버지도 실종됐기 때문에 생후 반 년 만에 가고시마현 히오키군 이치키정(현: 이치키쿠시키노시)에 있는 어머니의 외가로 이사와서 5년 간을 보낸 후 어머니와 두 명의 형과 함께 효고현 아마가사키시로 이사해 아마가사키 시립 소노다 중학교를 거쳐 고등학교 졸업 때까지 아마가사키시에서 자랐다. 형제·자매가 모두 아버지가 다른 복잡한 가정이며 ‘에나쓰’(江夏)라는 성도 외가 쪽의 성이었다. 또한 에나쓰란 미나미큐슈에 흔한 성씨로, 본래는 ‘고-카’(こうか)라고 읽는다. 어머니는 “선조를 따라 올라가보면 사쓰마번의 우두머리에 도달한다”라고 말했었다. 기리시마 주조를 창업한 사람은 에나쓰 유타카의 조부라고 한다.
어린 시절에는 근처의 아이들과 변변찮은 도구를 이용하여 야구를 즐겼었다. 그런 때에 형이 “넌 왼손으로 해라”하고 왼손잡이용 글러브를 건네받게 되자 오른손잡이였음에도 불구하고 강제적으로 왼손잡이로 교정됐다.
중학생이 되면서 한 번쯤은 야구부에 들어가지만 입단한 지 2개월이 지나도 공 줍기 정도 밖에 훈련을 받지 못하는 것에 불만을 품고 상급생에게 호소했지만 이것이 난투극으로 번지면서 야구부에서 쫓겨났다. 이때 야구부 감독이었던 교사가 “야구는 여러 스포츠의 결정체이기 때문에, 여러 스포츠를 체험해라”라고 설득하여 배구나 럭비, 스모 등을 경험하였고 최종적으로는 육상부에서 활약했다. 육상부에서는 투포환 선수로서 활약하여 소속 현 대회에서 준우승한 적도 있다.

### 아마추어 선수 시절
오사카가쿠인 대학 고등학교에 입학한 후에 본격적으로 야구를 시작했다. 고교 시절에는 제구에 어려움이 있어 또한 그것을 이유로 변화구를 전혀 배우지는 못했지만 포수와의 사인 교환 시 고개를 젓는 것으로 상대 타자들을 속이기도 했는데 구위가 있는 직구, 다양한 임기응변과 심리전으로 활약했다. 3학년 때(1966년)인 전국 고등학교 야구 선수권 오사카 대회에서는 팀을 4강에 진출하는 기여를 했고 후에 한신 타이거스의 동료가 되는 사쿠라즈카 고등학교의 오쿠다 도시테루와 투수전을 펼친 끝에 0대 1로 패했다. 개인으로서는 예선 7경기를 모두 혼자서 던져 3실점에 불과할 정도의 성적을 남겼다. 이 때의 활약이 프로 구단 스카우트가 에나쓰의 활약하는 모습에 주목하여 “직구도 좋지만 꽤나 머리를 쓸 줄 아는 선수”라고 하여 1순위로 지목받는 계기가 됐다.

‘야구가 끝나면 진로를 어떻게 할 것인가’라고 생각하게 됐다. 프로 구단 스카우트들도 하나 둘 오는 모양새이지만 나 자신에겐 상관없는 세계로서 무라야마 미노루(한신)와 나가시마 시게오(요미우리)가 있는 곳은 미소라 히바리와 이시하라 유지로가 있는 연예계와 마찬가지로 뜬구름 잡는 이야기라고 생각했다. 내 안에는 팀 동료와 함께 열심히 권유해준 도카이 대학에 갈려고 정해져 있었다.— 에나쓰 유타카(《나의 이력서》, 니혼케이자이 신문, 2017년 12월 6일)

또한 고등학교 시절에는 한 번도 펜스를 넘어가는 홈런을 맞은 적이 없었지만 유일하게도 히라노 미쓰야스(당시 메이세이 고등학교 소속)에게 런닝 홈런을 허용하기만 했을 뿐이다.
에나쓰는 고등학교 시절을 되돌아보면서 충격적이었던 일은 스즈키 게이시와의 맞대결을 꼽았다. 오사카가쿠인 대학 고등학교는 에나쓰가 2학년 때 스즈키가 소속된 이쿠에이 고등학교와의 연습 경기에서 연장 15회까지 접전 끝에 0대 0으로 비겼다. 이 경기에서 에나쓰가 15이닝을 던져 15개의 탈삼진을 기록하는 호투를 보인 반면 이쿠에이 고등학교의 3학년 에이스였던 스즈키는 그 기록을 크게 웃도는 27개의 탈삼진을 기록했다. 4번 타자로서 타석에 선 에나쓰는 빠른 속도의 직구와 낙차가 큰 커브에 꼼짝도 못하며 ‘한 구도 스치지 못했다’라고 말했는데 이 때 이후 커브를 습득하고자하는 마음이 생겨났다고 한다.

### 한신 타이거스 시절

#### 입단 초기
1966년, 그 해에 개최된 제1차 드래프트 회의에서 한신 타이거스, 요미우리 자이언츠, 도에이 플라이어스, 한큐 브레이브스 등 4개 구단에서 1순위 지명을 받아 경합 추첨 결과, 지명권을 획득한 한신에 입단했다. 입단 당시에는 등번호 71번을 착용했지만 에나쓰는 구단으로부터 ‘1’, ‘13’, ‘28’ 중에 어떤 것인지를 자신의 등번호로서 착용할 것을 권유받았다. ‘1’은 ‘라이벌인 스즈키 게이시와 번호가 겹친다’라는 이유를 들었고 ‘13’은 ‘왠지 기분이 나쁜 숫자’라는 이유로 거부했다. 소거법으로 ‘28’을 선택한 것이 2014년 12월 30일에 방송된 《등번호 연대기》(NHK BS1)에서 밝힌 적이 있다. 또한 이 프로그램에서는 28이 완전수라는 것이 소개돼 있었지만 에나쓰 본인은 “완전수라는 것이 무엇인지 그것조차 나는 몰랐다”라고 말했으며 본인(에나쓰)의 활약 이후 28번은 좌완투수의 이미지로 굳혀졌다.
한편,  좌완투수의 대표적인 에이스넘버는 28번 외에도 34번이 대표적인데 이 등번호는 가네다 마사이치 가와구치 가즈히사 고마쓰 다쓰오 야마모토 마사 등 좌완 우완 가리지 않고 투수들이 대부분 착용한다.

입단 1년째인 1967년의 춘계 스프링 캠프에서는 고교 시절에는 던질 수 없었던 변화구를 습득하기 위해 곤도 마사토시 등과 같은 선배 투수에게 가르쳐달라고 요청했으나 어떤 것도 습득하지 못한 상태에서 정규 시즌에 돌입하였다. 그런데도 빠른 공을 주무기로 삼아 시즌 225개의 최다 탈삼진을 기록한 반면 볼넷이나 피홈런이 많으면서 타격 능력이 부족한 당시 팀의 사정도 겹쳐 12승(9선발승) 13패로 패전 수가 많아지면서 센트럴 리그 신인왕 타이틀도 다케가미 시로에게 저지 당해 획득할 수 없었다. 다만, 구단과는 1승 10만 엔의 인센티브 계약을 맺고 있었기 때문에 연봉만큼의 수입을 얻었다고 한다.
신인 시절의 에나쓰는 당시 감독이었던 후지모토 사다요시에게서 유난히 귀여움받았다. 예전에는 ‘무서운 감독’으로서 수많은 명선수들을 엄격하게 지도하며 성장시킨 후지모토였지만 야구인으로서 최고노장으로 접어들던 이 때에는 마음씨 좋은 할아버지처럼 에나쓰와 차를 마시면서 야구계의 옛이야기를 들려주는 것을 좋아했다. 에나쓰는 후지모토를 개인적으로 ‘할아버지’라고 불렀다. 그런데 올스타전에서 에나쓰를 3연투 시킨 가와카미 데쓰하루(당시 요미우리 감독, 선수 시절에는 후지모토의 제자였음)에 대해 올스타전이 끝나고 후반기 첫 경기인 요미우리전에서 한신의 벤치로 불러세워 “어이, 데쓰(哲), 우리 유타카(에나쓰)를 엄하게 쓰고 말이야. 왜 그랬어? 이 자식!”이라고 평소와는 딴 사람같이 험악한 분위기로 무섭게 혼냈던 적이 있다고 한다. 에나쓰에게 있어서 엄하기로 유명한 명감독인 가와카미가 부동 자세로 마음씨 좋은 할아버지와 같은 성격을 가진 후지모토에게서 혼나는 모습을 본 에나쓰는 옛날 무서운 감독 시절로 돌아가 갑자기 되살아 난 것에 대해 엄청난 충격을 받았다고 한다. 후지모토와 에나쓰의 교우는 후지모토의 퇴단 후에도 지속됐고 에나쓰가 한신에서 난카이 호크스로 이적될 당시에 후지모토는 그 충격으로 인해 소리내어 울면서 몸 상태가 안 좋아졌다. 또 히로시마 도요 카프 시절에 에나쓰가 자신에게 있어서 팀의 첫 우승을 거두었을 때에는 이미 고령으로 보행도 제대로 할 수 없었음에도 불구하고 후지모토가 벤치 뒤까지 찾아가 “에나쓰, 정말 잘 됐구나. 축하한다”라고 눈물을 흘리며 직접 축하해주었다.
1968년 스프링 캠프에서는 투수 코치로 새로 발탁된 하야시 기이치 코치와 함께 중학교 시절에 뛰었던 투포환의 영향이었던 ‘어깨에 짊어지고 던지는’ 습관을 고치고 변화구도 철저하게 배웠다. 이것에 의해 컨트롤과 구종의 폭을 익히면서 그 해에는 시즌 개막 이후부터 작년을 웃도는 페이스로 탈삼진과 승리를 연달아 기록하였는데 이 때를 경계로 에나쓰는 혈행 장애로 극도의 슬럼프를 겪고 있는 무라야마 미노루를 대신하는 한신의 에이스가 됐고 야구계를 대표하는 중심 투수로 성장하게 됐다. 이 일 이후로 에나쓰는 자상하고 온후한 성품의 하야시 코치를 ‘스승님’이라고 부르면서 존경하였다. 프로에 입단할 당시에는 무라야마 미노루의 자기절제적인 야구관에 감명을 받아 ‘제자로 들어가기’를 결심했고 연습부터 락커룸에 이르기까지 옆에 따라다니며 무라야마의 일거수 일투족을 면밀히 관찰하고 있었다. 그러나 에나쓰가 첫 해부터 신인이라 믿기지 않는 성적을 거두자 무라야마는 에나쓰를 노골적으로 멀리하게 됐다고 한다. 에나쓰는 당초에 에이스의 자리를 빼앗길 것 같았던 무라야마의 작은 그릇 때문에 그런 행동을 한다고 분개하였으나 나중에 자신을 여엿한 투수로서 인정해 주었기 때문에 나온 행동임을 깨닫고 “저게 진짜 프로이자 승부사의 본연의 자세라고 배웠다”라고 밝혔다.

#### 탈삼진 기록
1968년 9월 17일, 한신 고시엔 구장에서 열린 요미우리 자이언츠전에서 이나오 가즈히사의 일본 기록을 뛰어넘는 시즌 354개의 탈삼진을 기록했다. 경기에 앞서 에나쓰는 일본 기록 경신이 되는 354개째의 탈삼진을 ‘오 사다하루로부터 빼앗겠다’고 공언한 사실이 당일 신문에 실린 적도 있다. 그리고 경기에서는 일본 기록 타이가 되는 353번째 탈삼진을 사다하루의 타석에서 기록했지만 에나쓰 본인은 이것으로 일본 기록을 경신했다고 착각하여 벤치에 돌아와서는 포수 쓰지 야스히코로부터 지적받아 그제서야 깨달았다고 한다. 거기서 후속 타자는 모두 의도적으로 범타로 때려냈고 다시 사다하루의 타석이 돌아왔을 때 기록 경신이 되는 354개째의 삼진을 빼앗는 아슬아슬한 재주를 보였다. 에나쓰에 의하면, “모리(마사히코)와 다카하시(가즈미)로부터는 삼진을 잡아내는 것이 오히려 어려웠다. 특히 다카하시를 2스트라이크까지 몰아붙이는 것이 제일 힘들었다”라고 말했다. 게다가 이 경기에서는 연장 12회에 스스로 끝내기 안타를 때려내며 팀 승리에 기여했다.
이 경기의 모습에서도 나타나듯이 에나쓰는 사다하루로부터 삼진을 빼앗는 것에 집착했다. 이것은 무라야마가 대기록의 기준점이라 할 수 있는 삼진을 항상 나가시마 시게오로부터 빼앗던 것을 흉내낸 것이다. 신인 시절에 무라야마가 ON을 가리켜 ‘너의 상대는 저거(사다하루), 나는 여기(나가시마)다’라고 사다하루를 라이벌로 삼도록 명령받은 것으로 여겨진다. 그 이후에도 에나쓰는 사다하루와의 승부를 고집해 통산에서는 57개의 삼진을 빼앗았지만 직구로 승부를 도전하고 있었기 때문에 20개의 홈런도 맞았다. 사다하루로부터 가장 많은 삼진을 빼앗은 투수는 에나쓰이지만 에나쓰로부터 가장 많은 홈런을 친 타자 또한 사다하루였다. 다만 노무라 가쓰야의 저서 《나와 O·N》에 의하면 경기 전날 스포츠 신문에 게재된 에나쓰의 인터뷰에서 “일본 기록은 ON으로부터 잡아내고 싶다”, 경기 당일 직전의 인터뷰에서 에나쓰가 “사다하루, 나가시마에게 연속으로 (삼진을)잡아내고 싶다”라고 말했다며 나아가 “사다하루는 예전에 ‘에나쓰의 그 발언은 미심쩍다’고 말했다”, “(사다하루의)다음 타자인 나가시마에게는 맞춤 방망이로 유격 땅볼을 얻어맞고야 말았다”라고 기술했다. 이로 미루어보건데 에나쓰 본인이 미화해서 말한 얘기가 언론에서 과장된 채로 보도해 수십 년이 지나서야 본인도 수습할 수 없게 돼버렸으니 ON은 ‘에나쓰가 그렇게 해두고 싶다면 별로 상관없다’라는 입장인 탓에 “나가시마로부터 신기록을 노리다가 얻어맞고야 말았다. 어쩔 수 없으니 타순을 한 바퀴 돌게 하고 사다하루가 나올 때까지 다른 선수에게서는 삼진을 당하지 않으려고 한다”라는 게 진상일 것이라고 말했다.
결국 1968년 시즌에 에나쓰는 최종적으로 탈삼진 기록을 401개까지 늘렸다. 이것은 현재까지도 일본 프로 야구 기록이며 또한 세계 기록으로 인정되진 않았지만 메이저 리그 기록(놀런 라이언의 383개)도 웃돌고 있다. 또한 에나쓰는 탈삼진수 뿐만 아니라 탈삼진률도 매우 높았고 18년의 현역 기간 중 탈삼진수가 투구 이닝을 넘어선 것이 9차례이다. 이 가운데 4차례는 선발 투수였던 한신 시절에 기록했다. 시즌 탈삼진수가 투구 이닝을 넘은 것은 사사키 가즈히로 등의 마무리 투수로서는 드물지 않지만 선발 투수로는 드물다. 에나쓰의 라이벌이었던 호리우치 쓰네오는 마침내 한 번도 기록하지 못했다.

#### 올스타전 9연속 탈삼진
1971년 7월 17일, 한큐 니시노미야 구장에서 열린 올스타전 1차전에서 빠른 공과 정확한 제구력으로 퍼시픽 리그 타자들의 방망이가 모조리 허공을 가르도록 해서 사상 첫 9자 연속 탈삼진을 기록했다. 올스타전에서 투수는 규정상 3이닝까지 밖에 등판할 수 없기 때문에 이것은 한 경기에 있어서의 사실상 최다 탈삼진수이며 현재까지도 올스타전에 있어서의 단독 기록이다. 에나쓰는 자신의 저서에서 밝힌 바에 따르면 이 경기에서 포수 플라이를 잡으러간 다부치 고이치에게 “잡지마!”라고 외쳤다곤 하지만 실제 스탠드에 들어갈 것 같기도 하고 속도감 있게 던지고 싶어서 ‘쫓지마!’라고 외쳤던 것이라고 밝혔다.
이후 센트럴 리그 팀은 에나쓰 다음으로 등판한 와타나베 히데타케, 다카하시 가즈미, 미즈타니 히사노부, 고타니 다다카쓰의 계투로 퍼시픽 리그 팀을 1볼넷 1실책 16탈삼진의 무안타로 막아내 계투에 의한 노히트 노런을 달성했다.
이 9연속 탈삼진을 달성했을 때의 공이 에나쓰의 손에는 없었다. 이것은 이때 포수를 맡고 있었던 다부치가 삼진 판정을 듣자마자 무의식적으로 공을 던져버려서 그 때문에 행방을 알 수 없었기 때문이라고 한다. 당시의 영상에서도 다부치가 주심의 판정 확인한 직후에 일어서서 벤치 쪽으로 걸어나가며 공을 뒤쪽으로 던지는 모습이 확인됐다. 다만 그 후에 에나쓰가 프로그램에서 오 리에와 공동 출연했을 때에는 “(삼진 후에)다부치라는 포수는 공을 던져버렸다. 그래도 너의 아버님(오 사다하루)이 주워서 건네주셨어”라고 말했다.
전년도 1970년 올스타전에서는 연속 5삼진, 다음날에는 1삼진을 빼앗고 있어서 이 3경기를 합한 연속 15탈삼진 기록도 올스타전 기록으로 남아있다. 또한 이 경기에서 에나쓰는 1960년의 다쓰미 하지무에 이어 역대 두 번째가 되는 올스타전에서의 투수에 의한 홈런을 때려내고 있어 이것을 마지막으로 올스타전에 있어서의 투수에 의한 홈런은 기록되지 않고 있다.

#### 노히트 노런
1973년 8월 30일에 열린 주니치 드래건스전에서 일본 프로 야구 역대 59번째가 되는 노히트 노런을 달성했다. 이 경기에서 에나쓰는 주니치 선발 마쓰모토 유키쓰라와 연장전까지 투수전을 벌이면서 11회말에 마쓰모토로부터 초구를 쳐서 우측 럭키 존(담장)을 넘기는 ‘스스로 끝내기 홈런을 때려낸다’(같은 해 2호)라는 극적인 형태로 일본 프로 야구 사상 초유의 연장전 노히트 노런을 달성했다. 현재까지 일본 프로 야구에서 연장전 노히트 노런을 달성한 선수는 에나쓰가 유일하다. 이 경기 이후 에나쓰의 발언이 “야구는 혼자서도 할 수 있다”라고 왜곡된 채로 보도돼 물의를 빚었으나 에나쓰 본인은 이에 대해 일절 부인하지 않고 그것이 비난으로 박차를 가하게 됐다. 또한 당시 이 경기를 중계하고 있던 아사히 방송의 아나운서가 흥분한 나머지 “만세! 에나쓰 만만세!”라고 외쳐대며 공평성을 잃었다는 이유로 주의를 받았다는 에피소드도 있었지만 실제로 에나쓰가 3루를 돌았을 때 코치였던 야마다 덴이 먼저 크게 두 손을 올린 상태에서 에나쓰에게 하이파이브를 요구하여 이에 에나쓰가 응했고 이어진 가네다 마사야스 감독과 하이파이브를 하면서 홈에 들어온 모습을 생생하게 중계하고 있었을 뿐이었다.
위에서 말한 바와 같이 화려한 기록을 계속해서 수립해 나갈 뿐만 아니라 다승왕(1968년, 1973년), 최우수 평균 자책점(1969년), 최우수 투수(1968년), 사와무라 에이지상(1968년) , 최다 선발승(1968년 22선발승) 등 투수 부문 타이틀도 연거푸 차지했다. 20승 이상 달성은 4회, 6년 연속 리그 최다 탈삼진도 달성했고 프로 4년째인 1970년에는 통산 탈삼진 일본 프로 야구 기록 보유자인 가네다 마사이치를 넘어서는 역대 최단 기간에 개인 통산 1,000 탈삼진을 기록하는 등 명실상부한 센트럴 리그를 대표하는 투수가 됐다.
이 닷새 전인 8월 25일도 고시엔 구장에서 열린 히로시마를 상대로 연장 11회를 완봉 승리했다(8피안타). 계속해서 등판한 것이 같은 달 28일 역시 고시엔 구장에서의 주니치전에 구원 등판하여 3이닝을 4피안타 무실점으로 막아냈다(경기는 무승부). 그리고 하루 쉬고 등판했다.
하지만 당시에는 요미우리 자이언츠가 전인미답의 9연속 리그 우승을 달성했던 절정일 때여서 우승 전선에 도움이 될 수는 있었지만 우승을 그의 손으로 이루는 것은 결국 할 수 없었다. 그 중에서도 9연패를 허용한 1973년에는 앞으로 1승만 더 추가하면 한신의 우승이 결정되는 경기(10월 20일)인 주니치와의 최종전에 선발로 나서 5이닝 동안 3실점을 내주며 패전 투수가 된 이후로 ‘우승을 놓친 원흉’이라는 말까지 듣게 됐다. 또 이 경기에 대해서는 그 직전에 오사다 무쓰오 구단 대표와 스즈키 가즈오 상무로부터 “우승하면 돈이 들테니까 나머지 2경기에서 이겨달라. 감독님도 승낙했으니까”라는 등의 말을 들었다고 저서를 통해서 밝혔다. 한편으로 자신의 투수 기용에 대해서는 “경기에 지려고 에이스에게 던지게 할 이유도 없고 나중에 ‘주니치전은 우에다로, 요미우리전은 에나쓰로 갔으면 좋았을 것’이라는 소리도 있었으나 그건 결과론적인 이야기이다. 앞으로 1승만 더하면 되는 것이었기 때문에 승수가 많은 선수를 먼저 출전시키는 것이 당연하다. 안타까운 결과가 나왔지만 난 지금도 그게 정공법이었다고 생각한다. 내 힘이 미치지 못했기 때문에 진 것이다”라며 용병술에 대한 이해를 보였다.

#### 팀의 내분과 방출
1973년 시즌 종료 후 곤도 마사토시와 스즈키 기요타케 등 각각에 따른 두 차례의 가네다 감독 구타 사건이 발생했다. 이것은 평소에 두 사람을 우롱하는 발언을 계속해 온 가네다 감독에 대한 불만이 폭발한 것이었지만 두 사람과 같이 가네다에 대한 반목이 있었던 에나쓰는 이에 편승하는 방법으로 “가네다 감독의 지휘 하에서는 플레이 할 수 없다”라고 드러내며 가네다 감독도 “에나쓰를 거느린 상태에서 팀을 꾸릴 자신이 없다”라고 밝혀 사의를 표하는 사태로 번지기까지 했다. 이 때는 도자와 가즈타카 구단 사장이 중재에 들어가 최종적으로는 어느 쪽도 모두 팀에 잔류하게 됐지만 갈등 해소에는 이르지 못했다. 가네다는 에나쓰를 ‘아들’처럼 대했고 가네다의 장남 이름이 우연히 ‘유타카’(豊)였기 때문에 ‘유타카’(ユタカ)라고 불렀고 에나쓰는 그를 ‘아저씨’라고 불렀다. 예전에 가네다는 에나쓰와 함께 1973년 1월 15일부터 19일까지 에이헤이지(후쿠이현 요시다군 에이헤이지정에 위치)에 수행을 떠났던 적도 있었다. 새벽 4시 반에 기상하여 일즙일채의 식사, 하루 6번의 참선에 청소와 같은 엄격한 내용이었으나 가네다는 ‘나이가 들었다’라는 이유로 청소는 하지 않았고 금연인데도 숙소나 화장실에서 담배를 피우고 있었다. 에나쓰는 그런 가네다의 인간성을 보면서 불신감을 느껴 포기했다. 노히트 노런을 달성할 적에도 대개는 많이들 축하하지만 경기 종료 후에는 합숙소 옆의 찻집 ‘뉴 고시엔’에서 찻집 주인이자 전직 기숙사 사감인 소마다 노보루, 합숙소에서 혼자 지내던 코치 야마다 덴과 곤도, 독신이던 가와토 고조, 그리고 에나쓰를 포함해서 5명 만이 참석했었다. 1974년 시즌 종료 후 가네다에 뒤를 이어 한신 감독으로 취임한 요시다 요시오 감독과는 요시다가 현역이었던 시절부터 성격이 맞지 않았다. 그 때문에 감독이 된 후에도 관계가 좋았다고는 말하기 어려웠고 친분이 있던 쓰지 요시노리 코치가 그 사이에 끼어들면서 겨우 소통을 할 수 있는 상태였다고 한다. 이러한 사정으로 ‘독불 장군’(一匹狼)이라는 별명을 얻어 팀 수뇌진이나 구단 프런트와의 갈등이 언론을 통해서 집중 조명된 적도 있었다.
1970년에 발생한 검은 안개 사건에서 에나쓰가 ‘야구 도박 혐의가 있는 사람과 교류했다’는 이유로 처분을 받았고 많은 동료들이 ‘에나쓰가 있으면 한신이 우승 못한다’, ‘에나쓰와는 같이 뛰고 싶지 않고 팀 동료로 인정하기 싫다’라고 말할 정도로 고립돼 있었기 때문에 구단측도 퍼시픽 리그 구단을 상대로 하는 조기 트레이드를 모색하고 있었다. 1974년에는 혈행장애와 심장질환(심실성 조기수축)이 악화되면서 거기에 어깨 부상과 팔꿈치 부상으로 인해 복용하고 있던 진통제의 영향으로 체중이 급격하게 증가됐고 당시 라이벌이었던 요미우리의 호리우치 쓰네오보다 통산 150승을 먼저 달성하기는 했지만 해가 갈수록 성적은 나빠지고 있었다.
그리고 1976년 1월 28일, 구단 사무소에 불려간 에나쓰는 모치즈키 미쓰루와 함께 에모토 다케노리, 시마노 이쿠오, 하세가와 쓰토무, 이케우치 유타카 등과의 맞트레이드로 난카이 호크스에 이적하라는 통보를 받았다. 난카이측에서는 요시다 감독으로부터 노무라 가쓰야 선수 겸 감독에게 트레이드에 관한 요청이 있었다. 구단은 마음이 내키긴 했지만 노무라의 입장에서 보면 마음이 아팠다고 한다. 구단 프런트의 주도로 일방적인 결정으로 성사된 트레이드로 기자회견장에서 에나쓰는 눈물을 흘리며 원통함을 이야기했다. 또한 에나쓰는 이 트레이드를 단행할 당시 맞교환 상대인 에모토에 대해 “왜 저런 수준의 선수와(내가 맞교환 상대가 되는 것인가)….”라고 투덜거렸고 그 사실을 전해 들은 에모토가 “말하고 싶은 만큼 마음껏 싫어해라”라고 격노하는 등 일촉즉발의 상태로 치달았다. 그러나 나중에 두 사람은 화해해서 친구 사이가 되는 등 이후 에나쓰의 형사재판에 있어서는 정상 진술을 하는 관계로까지 발전했다.

### 난카이 호크스 시절
당초 에나쓰는 난카이로 이적에 거부감을 나타내고 있었지만 선수 겸 감독이었던 노무라 가쓰야와 만났을 때 에나쓰는 그의 야구관에 깊은 감명을 받아 노무라 감독의 설득으로 난카이에서 선수 생활을 계속하기로 결심을 했다. 감명을 받은 계기는 1975년 10월 1일 히로시마 도요 카프전을 관전하고 있던 노무라가 주자 만루인 상황에 기누가사 사치오가 타석에 들어서면서 에나쓰가 3볼 2스트라이크 상황에 의도적으로 볼을 던졌지만 타자의 헛스윙을 유도하면서 삼진을 잡았다. 당시 노무라 감독은 에나쓰가 일부러 볼을 던졌다는 사실을 알아채고 그것을 입단 협상 자리에서 지적해 온 것이었다고 한다. 이처럼 에나쓰가 노무라를 따르게 된 계기는 위에서 말한 이적 협상 과정에서 히로시마전에서의 지적이었다고 말하곤 있지만 그 한편으로 노무라는 이 일은 어디까지나 난카이로의 이적을 결정한 요인에 지나지 않는다고 말했다. 노무라에 의하면 자신을 따르게 된 것이 에나쓰의 의도로도 보여지는 제구상의 실수로 패한 경기 후에 검은 안개 사건을 예로 들어 “의혹을 품은 인간이 자신은 결백하다고 입으로 몇 번을 말해도 아무도 믿지 않는다. 마운드 위에서의 태도로 보여달라”며 엄하게 질책했는데 이에 대해 “한신 시절은 이렇게 말로 하기 힘든 걸 말해주는 사람이 없었다”라고 감격했다고 한다. 에나쓰는 지금까지 노무라를 ‘야구에 대한 견식은 틀림없이 야구계 최고의 인물’이라고 평가했고 노무라도 에나쓰를 “자신이 접해본 투수 중에서 최고의 두뇌를 가진 친구였다”, ‘사상 최고의 강속구 투수’라고 높게 평가했다.
이적 첫 해인 1976년에는 선발로 등록됐지만 혈행장애와 심장질환 등으로 인해 많은 투구 이닝을 소화할 수 없었던 탓에 뚜렷한 성적을 낼 수 없었다. 경기 도중에 심장 발작이 자주 일어나 움직일 수 없게 되면서 감독인 노무라가 조마조마하는 경우도 자주 있었다고 한다. 하지만 제구력은 여전히 리그 최상이었기 때문에 50개 정도의 짧은 투구 수라면 충분히 전력에 도움이 될 것이라고 생각했던 노무라 감독이 구원 투수로 전향할 것을 몇 번씩이나 이야기했다. 당시에는 구원 투수의 지위가 매우 낮았기 때문에 에나쓰도 처음에는 “트레이드에 이어 이제는 구원 투수로 전락시켜서 자신에게 수모를 주려고 하는가”라고 거세게 반발했지만 “나랑 같이 야구계의 혁명을 일으켜보자”라는 노무라 감독의 설득에 결정적인 계기가 되면서 1977년 6월 경에 구원 투수로 전향을 결심했다. 당시 일본 프로 야구계에는 구원 투수의 컨디션 조절하는 방법 같은 것은 존재하지도 않아서 허리 통증으로 고생하고 있던 에나쓰는 현장에 있던 기자들에게 미국 메이저 리그 구원 투수들의 컨디션 조절법을 물어보기도 했다. 결국 자기에게 맞는 조절법을 창안하여 경기가 시작해도 5회 이전까지는 덕아웃에 들어가지도 않고 락커룸에서 마사지를 받거나 수면을 취했다. 이런 조절법은 팀내에서나 야구계 안팎에서 많은 비난을 받기도 했지만 현재 이런 방식의 구원 투수의 컨디션 조절법은 모든 경기에서 대기해야만 하는 구원 투수들에게 반드시 필요한 것으로 여겨지게 됐다.
노무라의 요청에 의해서 에나쓰는 구원 투수로의 전향에 성공하게 되자, 그 해 시즌 19세이브를 기록하면서 최우수 구원 투수에 등극하는 등 일본 프로 야구계에서 구원 투수 부문의 선구자 역할을 하게 됐다. 노무라는 극심한 부진을 겪고 있는 선수들의 재기를 몇 번이나 지원해 주는 등 이른바 ‘노무라 재생 공장’으로 불리게 되면서 선수들을 다시 일어설 수 있도록 돕는 비법의 첫 사례로서 후세에까지 평가받게 됐다. 후에 에나쓰는 “무스(ムース, 노무라를 일컬음)의 ‘혁명’이란 단어가 마음에 와 닿았다. 혁명이라고 말하지 않았으면 구원 투수 전향은 받아들이지 않았을 것이다”라고 말했다. 난카이 시절 이후로 한신 시절의 뛰어난 솜씨는 뚜렷하게 드러내지는 않았지만 타자와의 수싸움에 능하고 변화구를 적절하게 사용하는 기교파 투수로서 완벽하게 탈바꿈하게 된다. 알아보기 위해 초구를 볼로 던지는 것도 싫어하지 않는 이러한 투구술은 가네다 마사이치가 “현역 시절의 나를 뛰어넘는다”라고 말하게 했다. 더욱이 에나쓰는 한신 시절에 요시다 감독으로부터 마무리 투수로의 전향에 관한 제의를 받은 적이 있었는데 긴 이닝으로 구위가 떨어지게 된 것을 지켜본 요시다가 조심스럽게 요청했지만 에나쓰는 그럴 마음은 전혀 없었다고 말했다.
난카이 이적 후 최우수 구원 투수를 차지하는 등의 큰 활약을 남긴 에나쓰는 노무라에게 경도돼 있었고 자택이 이웃이었던 점도 있어 가족 전체와 왕래가 많았다고 한다. 에나쓰가 밤늦게까지 귀가가 늦어질 때엔 노무라가 아직 어린 에나쓰의 딸을 자기 집에서 목욕을 하게 했던 것처럼 노무라의 걱정도 있었다고 한다.

### 히로시마 도요 카프 시절
1977년 시즌 종료 후 노무라가 난카이 감독직에서 해임되자 “노무라 감독이 그만두는 이상 자신도 내보내달라”고 말했다. 그해 12월 22일에 현금 트레이드로 히로시마 도요 카프에 이적한 이후 히로시마 구원 투수진의 에이스로 활약했다. 히로시마 시절에 에나쓰의 투구 기술은 한층 더 예리해져 타자의 심리를 읽어낸 연후에 공의 스피드뿐만 아니라 모션 변화로도 완급을 더함으로써 타자들을 농락했다. 이로써 팀이 1979년과 1980년에는 히로시마의 2년 연속 일본 시리즈 제패에 크게 기여를 했고 ‘빨간 헬멧 황금시대’를 구축하는 원동력이 됐다. 1979년에는 본인에게 있어서는 처음이자 구원 투수로는 처음으로 최우수 선수로 선정되는 영예도 안았다.
에나쓰의 피칭이 가장 눈부신 활약을 보였던 때는 긴테쓰 버펄로스와 맞붙었던 1979년 일본 시리즈 최종 7차전(오사카 구장)이었다. 1점을 앞서가던 9회말에서 무사 만루의 위기에 몰렸으면서도 원 아웃 상황에서 긴테쓰의 스퀴즈 작전을 간파하는 등 긴테쓰의 반격을 보기좋게 막아내 히로시마를 우승으로 이끈 것이다. 이 날 경기의 이 장면을 후에 작가 야마기와 준지가 스포츠 잡지 ‘Sports Graphic Number’ 창간호에서 《에나쓰의 21구》라는 제목의 다큐멘터리로 기사화했을 뿐만 아니라 동 제목의 단편 논픽션으로 그려낸 바 있다. 현재까지도 일본 프로 야구 역사상 최고의 명장면으로 남아있다.
1980년 7월 22일, 올스타전 3차전(고라쿠엔 구장)에서 센트럴 리그 팀은 2대 0으로 이기고 있었지만 9회말에 1점을 내주고 무사 만루의 위기에 처했다. 안타 하나면 끝내기 역전패 상황에서 이전 투수였던 요코하마 다이요 웨일스의 노무라 오사무를 구원해서 에나쓰가 등판했다. 후속 타자인 레론 리, 아리토 미치요(이상 롯데 오리온스) 그리고 야마우치 신이치(난카이)를 모두 삼진으로 잡았고 선제타를 때린 마유미 아키노부, 홈런을 친 가케후 마사유키를 연달아 막아내면서 경기 최우수 선수로 선정됐다. 이 날 경기는 ‘9연속 삼진의 재현’(9連続三振の再現), ‘에나쓰의 21구의 재현’(江夏の21球の再現) 등으로 불리면서 화제가 됐다. 하지만 에나쓰는 훗날 “사실은 예전에 어느 높으신 분과 한자 공부(밤새워 마작을 하였음)를 했었다”라고 말했다.
팀 동료였던 기누가사 사치오와는 둘도 없는 친구이며 은퇴 후에도 친분을 쌓았다. 저서에 의하면 “히로시마 시절에는 신부와 같이있는 시간보다 기누가사와 있는 시간 쪽이 길었다”라고 밝혔다. 또 이 시기에 오노 유타카의 투구 폼을 교정해 주는 등의 열정적인 개인 지도도 하면서 오노가 발전하는 데 많은 도움을 주기도 했다. 그리고 에나쓰는 자신의 저서를 통해 히로시마 구단 프런트의 선수를 다루는 데에도 매우 열정적이어서 감동받았다고 이렇게 밝혔고 “가장 애착이 있는 것은 최초로 유니폼을 입은 한신 시절이지만 가장 즐거웠던 시절은 히로시마 시절이었다”라고까지 말했다. 2018년 4월에 기누가사가 암으로 사망하면서 “좋은 녀석을 친구로 두었다. 나의 보물과도 같은 존재였다. 나도 곧 따라 갈테니 나랑 같이 천국에서 야구에 관한 얘기를 나누자”라고 애도했다.
한편 히로시마 시절에는 친정팀인 한신과의 경기에서 단 한 번도 승리 투수가 되지 못했다. 그 결과, 현역 생활을 통틀어 전체 12개 구단 승리를 놓치고 만 상태이다.
그런 반면 구단 수뇌부로부터의 평가는 그다지 좋지 않았다. 특히 고바 다케시 감독으로부터는 좋은 성적을 남겨도 특별한 격려의 말이 없었고 에나쓰도 여러 상황에서의 기용법 등에 대해서 갈등이 있어 이것이 히로시마를 퇴단한 이유 가운데 하나였다고 한다. 단지 고바 감독과의 갈등은 후의 세이부 라이온스 시절의 히로오카 다쓰로와의 갈등만큼 큰 것은 아니며 에나쓰도 고바 자체에 대해서는 그다지 부정적인 발언을 하지 않고 있다.

### 닛폰햄 파이터스 시절
1980년 닛폰햄 파이터스는 후기 시즌에 우승 도전을 뒤로 미뤘다. 팀 전력을 강화할 필요성을 느꼈던 오사와 게이지 감독은 히로시마에 구원 에이스였던 에나쓰의 이적을 요구했다. 그 해 시즌 종료 후인 12월 1일, 닛폰햄 선발 에이스였던 다카하시 나오키와의 맞트레이드로 에나쓰의 닛폰햄 이적이 결정됐다. 오사와의 ‘우두머리 기질’이 에나쓰의 기질과 잘 들어맞았던 모양으로 오사와도 ‘에나쓰를 마지막에 기용하는 것이 우리 팀의 승리 패턴’이라고 할 만큼 에나쓰를 신뢰했다. 그 믿음에 부응하다시피 에나쓰는 이적 첫 해인 1981년에 구원 투수진의 에이스로 활약하면서 닛폰햄이 19년 만의 퍼시픽 리그 우승 달성에 막대한 공헌을 하면서 퍼시픽 리그 MVP에 선정됐다. 이미 센트럴 리그에서 MVP로 선정된 적이 있던 에나쓰는 일본 프로 야구 사상 최초로 양대 리그 모두에서 MVP를 수상한 최초의 선수가 됐다. 또 히로시마에서 뛰었던 1979년부터 닛폰햄 이적 2년차인 1982년까지 4년 연속으로 센트럴 리그와 퍼시픽 리그 양쪽에 걸쳐 최다 세이브 타이틀을 석권한 것 외에도 같은 시기 동안 일본 프로 야구 12개 구단 전체로부터 세이브를 거두는 사상 초유의 기록을 세웠다.
1982년에는 개인 통산 200승을 달성해 가입 조건을 충족시켜 일본 프로 야구 명구회에 가입했다. 그 해에 닛폰햄은 후기 우승을 차지했고 전기 리그 우승팀이자 히로오카 다쓰로 감독이 이끄는 세이부 라이온스와 플레이오프에서 맞대결을 펼쳤다. 세이부 타선이 시즌 내내 에나쓰에게 완전 봉쇄당했기에 경기 전 예상에서는 닛폰햄의 우세를 점치는 의견이 압도적으로 많았다. 그러나 히로오카는 플레이오프에서 에나쓰의 공략법을 철저하게 연구하면서 공을 던지고 나서 수비에 큰 어려움을 겪는다는 에나쓰의 약점을 찌르고자 에나쓰의 주변에 집요하게 푸시 번트를 날리게 했다. 이 작전에 리듬이 무너진 에나쓰는 세이부 타선에 말려들었고 그 결과 닛폰햄은 플레이오프에서 패해 일본 시리즈 진출은 무산됐다. 이 일을 계기로 에나쓰는 히로오카의 예리한 전략안에 존경을 품게 됐다.
1980년 시즌 종료 후 히로시마에서 트레이드로 이적한 적도 있어서 당시 닛폰햄의 팀 전력은 형편없었다고 한다. 당시 팀 동료였던 오미야 다쓰오, 오카베 노리아키, 마시바 시게쿠니, 사카마키 아키라 등은 오사와의 부탁으로 에나쓰가 지도한 것으로 알려져 있었는데 에나쓰 자신도 당시를 되돌아보며 “그들과 함께 야구를 하면서 나 자신도 공부할 수 있게 됐다”라고 말했다.

### 세이부 라이온스 시절
1983년 시즌이 끝나고 오사와 감독이 용퇴했고 우에무라 요시노부가 닛폰햄의 새 감독으로 취임했다. 우에무라의 팀 구성에서 제외됐다는 점도 작용해서 에나쓰의 팀내 입지도 줄어들게 되자 결국 방출이 결정됐다. 이때 에나쓰는 오사와로부터 “같이 팀을 떠나자”라는 말을 들었다고 하는데 오사와는 “이봐, 나는 감독을 그만둘 생각이다. 자네도 다른 팀에서 다시 시작하는 게 어떻겠느냐”라고 퇴단에 관한 얘기를 꺼낸 것으로 보인다. 이적을 앞둔 에나쓰는 상무이사로써 구단에 남은 오사와가 희망하는 구단을 묻자 “히로시마나 한신이라든지 요미우리를 무너뜨릴 수 있을 만한 팀이라면 가도 좋다”라고 대답했고 “세이부는 싫다”라고 말했다. 그러나 12월 13일에 시바타 야스미쓰, 기무라 히로시와의 맞트레이드로 세이부 라이온스의 이적이 결정됐다. 이는 요미우리가 에나쓰 영입에 나설 것이라고 본 세이부측이 요미우리한테 빼앗기기 전에 자기 팀으로 끌어들이려 손을 쓴 결과였다고 후에 사카이 야스유키 당시 세이부 구단 대표가 직접 밝힌 적이 있다. 오사와 역시 에나쓰에게 이적을 권했을 당시 이미 세이부측의 제의를 받은 상태였고 히로오카 감독한테서 호된 트레이닝을 받는 편이 에나쓰에게 큰 도움이 된다고 생각했다고 한다.
1984년 시즌 개막 이후부터 컨디션이 좀처럼 오르지 않을 정도로 고전하다가 결국 시즌 도중 컨디션 저하를 호소했다. 히로오카는 자기 몸 상태에 대한 에나쓰의 보고가 두세 번 거듭될수록 크게 엇갈리는 점에서 불신감을 드러냈고 2군으로 내려 보내겠다는 통보와 함께 병원에 입원하라는 지시를 내렸다. 한편 에나쓰 역시 본인의 2군 강등 결정을 히로오카 감독한테서 직접 통보받은 게 아니라 신문 보도를 통해서 알게되는 등 히로오카 감독이 선수들과의 소통에 힘쓰지 않는다는 점에 불만을 드러냈다. 그리하여 그 해 세이부는 우승권에서 멀어졌고 시즌 도중부터 일찌감치 장래를 내다보고 팀의 미래를 위해 주로 젊은 선수들을 기용하게 되자 7월 12일 등판을 마지막으로 에나쓰에게는 더 이상 출전 기회를 갖지 못했다. 에나쓰는 사상 최초의 200세이브와 통산 3,000탈삼진이 바로 눈앞에 두고서도 그 해를 끝으로 세이부를 퇴단하고 현역에서 은퇴하겠다는 뜻을 밝혔다. 같은 해에 은퇴한 다부치 고이치와는 달리 구단측이 주최하는 은퇴 경기는 열리지 않았다.
은퇴 경기가 열리지 않은 것에 대해 예전부터 창간 당시 에나쓰를 CF 모델로 기용했던 넘버 초대 편집장이자 당시 분게이슌주 편집장을 맡았던 오카자키 미쓰요시 등의 주선으로 다마시 잇폰스기 공원 야구장에서 넘버를 발행하는 분게이슌주가 주최하고 명구회 협력 하에 ‘혼자만의 은퇴식’을 거행하여 1만 6,000명의 관중이 몰려들었다. 에나쓰는 한신 시절의 등번호를 착용하고 구단의 울타리를 넘어 모인 선수나 OB 등을 상대로 일본에서의 마지막 투구를 보여줬다. 비트 다케시는 감독 역할을 맡기 위해 직접 현장에 달려왔다.
| “ | 에나쓰 유타카 36세, 정말로 시시한 남자일지도 모릅니다. 그렇지만 일본에 돌아왔을 때에는 단 한마디로 ‘수고했습니다’라고 그만큼 말해 주십시오. | ” |

은퇴식에서 에나쓰는 이 같은 말을 했는데 메이저 리그에 도전해 볼 것임을 천명했다.
에나쓰가 세이부를 퇴단한 직접적인 원인은 히로오카 감독과의 갈등이었다. 자신의 저서에 의하면 에나쓰는 사전에 노무라에게서 들은 대로 수석 코치인 모리 마사히코 배터리 코치의 말은 잘 들었으나(노무라와 모리는 팀을 넘어 오랜 친구이다) 히로오카와는 전혀 맞질 않았다. 충돌의 결정적인 원인은 오너진도 참가한 1984년 스프링 캠프의 조찬회에서 건강을 위해 영양학에 무게를 두고 현미나 두유를 평소에도 선수들에게 강제로 권하고 있던 히로오카가 보는 앞에서 다른 코치와 선수들이 있음에도 불구하고 “감독은 그렇게 식사를 가리고 있는데 왜 통풍입니까?”라고 질문하여 히로오카의 분노를 샀는데 에나쓰의 그런 발언 이후에 출장 기회가 줄어들었다고 한다. 에나쓰가 2군으로 내려간 것은 프로 18년 만에 처음이었다.

히로오카 감독은 현미와 자연식을 권하는 등 선수들의 식사부터 관리해줬지만 자신은 통풍이라는 지병이 있었다. 어떤 식사 자리에서 ‘감독은 이런 걸 먹으면서 왜 통풍이냐’라고 물어봤다. 나도 통풍을 앓고 있어서 아무렇지 않게 물었는데 감독은 기분이 상해서 그만 자리에서 일어나고 말았다.— 에나쓰 유타카(《나의 이력서》, 니혼케이자이 신문, 2017년 12월 6일)

또한 에나쓰는 위에서 언급한 사정으로 히로오카에 대해 “인간적으로 용납 못할 면모가 있었다”라고 말하곤 있지만 그 한편으로 닛폰햄 시절에 세이부가 자신에게 집요한 번트 공격을 퍼부었던 것에 대해선 히로오카의 야구관을 긍정적으로 평가했고 “인간으로서는 문제가 있어도 야구 면에 있어서는 배울 점이 많고 멋진 지도자였다”라고 감독으로서의 히로오카를 높이 평가했다. 히로오카도 “에나쓰는 던지는 면에 있어서는 대단했고 누가 뭐래도 머리가 매우 좋다”라고 에나쓰를 긍정적으로 평가했다. 그런 히로오카도 요미우리에서의 현역 시절은 자신보다 10년 이상 선배인 가와카미 데쓰하루가 슬럼프에서 벗어나기 위해 노력하는 모습을 보며 ‘가와카미 선배도 고생 많이 하시네요’라고 농담을 던진 바람에 가와카미의 분노를 산 적이 있다. 가와카미와의 불화는 다른 트러블도 더해져 점점 악화됐고 히로오카도 가와카미로부터 말려든 적이 있었기 때문에 적어도 본인이 세이부 감독으로 취임할 때까지 갈등이 지속됐다.

### 메이저 리그 도전
이듬해 1985년, 밀워키 브루어스의 초청 선수 자격으로 스프링 캠프에 참가했다. “미국에서의 야구 선수 생활을 끝내고 일본으로 옮기는 메이저 리거가 많은 가운데 일본에서의 야구 생활을 끝내고 메이저 리그에 도전하는 36세의 신인”이라는 내용의 현지 언론에서 보도되는 등 주목을 받았다. 초청 선수로서의 취급으로 등번호는 68번이 주어졌다. 로스터 진입에는 실패했기 때문에 공식 등번호 기록에는 에나쓰가 착용한 68번이 기재돼 있지 않았다.
일본에서의 연봉 8,000만 엔에서 주급 175달러, 숙소는 모텔과 일본에 비하면 운니같은 큰 대우였다. 스프링 캠프에서도 좋은 모습을 보여주면서 개막전 선수 명단 후보에 올랐지만 시범 경기 종반에 컨디션이 무너지면서 최종 명단에 이름을 올리는 데에는 결국 실패했는데 "외국 국적을 가진 선수가 프로에서 뛰려면 마이너리그를 거쳐야 한다"는 규정에 걸린 것이 컸다. 이때 구단으로부터 마이너 리그와 계약을 맺으라는 제안이 있었지만 실질적으로는 전력 구상에서 제외됐다고 한다. 또 당시 36세라는 고령이 팀 편성에 있어서 걸림돌로 작용하게 된 것으로 알려지면서 에나쓰 본인도 “거기까지의 의지는 없다”라고 말하는 등 현역 선수에서 완전히 은퇴하게 됐다. 에나쓰는 “호타열전”(분게이슌주 분슌분코 비주얼판)에서 “메이저 리그 입성이 목표라면 절대로 미국에 남아 있었다. 마이너에서 시작하거나 이듬해 재도전하는 것도 선택권이 있었다”라며 “나는 불완전 연소를 일으켜 연기를 내뿜는 ‘투수의 혼’이 ‘죽을 곳’을 원했다. 나는 히로오카라는 남자에게서 ‘죽을 곳’을 빼앗겼다. 다시 한 번 납득할 만한 장소에서 던져보고 싶었다. 메이저 리그 스프링 캠프에 참가하면서 흐뭇한 감정을 드러냈다”라고 말했다. 그런 반면 1985년 당시 밀워키 브루어스 스카우트 부장은 “구원 투수 밥 맥클루어와 에나쓰를 비교하면 에나쓰가 조금 나은 편이다. 하지만 팀의 사정으로 에나쓰에게 일단 마이너 리그행을 통보하면서 에나쓰에게는 전화로 ‘기회는 있다. 당분간 마이너 리그에 있어 달라’고 전했다. 에나쓰는 마이너 리그행을 받아들일거라고 생각했지만 기자회견을 자청하여 일본으로 돌아가 버렸다. 보름 뒤 맥클루어는 골절상을 입었다. 만약 에나쓰가 남아있었더라면 메이저 리거가 될 수 있었다”고 밝혔다.
에나쓰와 마지막까지 주전을 놓고 경쟁했던 테디 히게라는 그 해에 투수로서 15승, 이듬해인 1986년에 20승을 올리는 대활약으로 일약 메이저 리그를 대표하는 투수로 군림했다. 후에 히게라가 미일 야구 대회 참가차 일본에 왔을 때 에나쓰와 활약할 당시에는 맥주를 살 돈조차 없었던 히게라의 생활 변화에 에나쓰는 “이것이 아메리칸 드림?”이라고 놀란 반응을 보였는데 히게라는 에나쓰를 보자마자 맨 먼저 악수를 청해왔다고 한다.

### 그 후
현역에서 은퇴한 이듬해 1985년부터 1993년까지 닛폰 TV·라디오닛폰 야구 해설자, 도쿄 주니치 스포츠 야구 평론가로 활동했다. 그 외에 탤런트·배우로서도 영화, TV 드라마, 버라이어티 프로그램에 출연하는 등 다방면에서 활동했다.
하지만 1993년 3월 2일, 각성제를 소지하다가 적발되면서 각성제 단속법 위반 혐의로 현행범으로 체포됐다. 체포되기 며칠 전까지 닛폰햄의 임시 코치를 역임하고 있었다. 그 해에 열린 재판에서는 노무라 가쓰야, 에모토 다케노리 등이 증인으로 출석했다. 기소된 범죄 사실은 각성제 수용액 약 0.25ml을 왼팔에 주사한 각성제의 사용 건과, 각성제 총 52.117g 및 각성제 수용액 약 0.5ml의 소지이다. 또한 판결에서는 “다량의 각성제(약 100g)을 입수한 데다 본건에서 검거되기까지 수 년간에 걸쳐 사용하여 지난해 9월 무렵부터 동거하던 여성에게도 권하여 함께 사용하는 등 그렇게” 범행에 이르렀던 것이 밝혀졌다. 그리고 “각성제 소지량은 52g 정도와 자신이 사용하기 위한 것으로는 드물게 보일 만큼 대량” 및 “동거한 여성은 각성제 사용 혐의로 유죄 판결을 받았으며, 그 계기를 만들었다”라고 지적하여 “형 집행유예에 상당하는 사안이라고는 인정할 수 없다”며 징역 2년 4개월의 실형이 선고돼 시즈오카 형무소에 수감됐다. 이 사건으로 인해 명구회에서도 자진 탈퇴했고(이것은 당시 명구회 회장이던 가네다 마사이치에 의한 제명 조치인 것으로 알려져 있으며 현재는 복귀) 그 후 1995년 4월에 가석방 됐다.
형무소의 규칙에 따른 생활 덕분에 건강 상태는 매우 개선됐고 본인도 출소 후 법정에서의 변호에 나선 노무라 가쓰야나 에모토 다케노리, 기누가사 사치오 등 지인들에게 전하는 감사의 말과 함께 “만약 형무소에 안 갔더라면 나는 벌써 죽었을지도 모른다”라고 말했다. 작가 아베 조지는 “그렇게 오만불손했던 사나이가 무지하게 배려심 넘치는 사람이 되어 돌아왔다”, “형무소에 들어갔다가 제대로 된 인간으로 돌아온 것은 야마모토 조지와 에나쓰 뿐”이라고 말하는 등 수감 전후 에나쓰의 변화를 평가했다. 《언제 봐도 파란만장》(닛폰 TV)이라는 방송 프로그램에 게스트로 출연했을 당시 에나쓰는 출소한 후 자택에 돌아오며 처음부터 다시 시작하겠다는 결심을 하고 현역 시절에 받았던 수많은 상이나 트로피 등을 죄다 버렸다고 밝혔다.
가석방 된지 약 1개월 후인 1995년 6월에는 분카 방송 라디오에 출연하여 야구 관련 논평을 하고 있다. 더 나아가 스포츠 신문에서 연재를 시작하고 데일리 스포츠에서는 전속 야구 평론가가 됐다. 그 후에도 많은 야구 관련 서적을 집필하는 등 의욕적으로 야구에 매달리고 있다. 그 해부터는 TV 오사카의 야구 해설자도 맡았는데 알기 쉽고 명쾌한 기술로 호평을 얻고 있다. 선수들을 ‘자네’라고 부르는 야구 해설자의 선구자 격으로 본인은 이 호칭이 야구 선수라는 직업에 대한 존경의 표현이라고 말한다. 또 주간 플레이보이(슈에이샤)에 《에나쓰 유타카의 무법자 야구론》을 연재하고 있으며 2007년까지는 슈칸 베이스볼(베이스볼 매거진사)에 《에나쓰 유타카의 야구계 인간 교유전 ‘구인장’(球人蔵)》도 연재했다.
프로 야구 마스터스 리그 팀의 도쿄 드림스에 활약했고 모르츠 구단에도 소속돼 있다. 2015년에는 한신 1군 춘계 스프링 캠프, 이듬해 2016년에는 한신 2군 춘계 스프링 캠프에서 각각 임시 코치를 맡았다.

## 에피소드

### 개인
- 시바 료타로의 작품을 즐겨 읽었는데 그 중에서도 특히 좋아하는 작품으론 《타올라라 검》을 들고 있다. 이 작품이 좋은 이유는 칼 한 자루로 싸워 나가는 신선조와 왼팔 하나로 맞서 싸우는 자신, 더 나아가 주인공 히지카타 토시조가 최후를 맞는 곳인 하코다테와 자신이 현역 마지막 무렵 메이저 리그에 도전했던 곳인 애리조나가 묘하게 서로 겹쳐지는 느낌이 들었다는 것과 등장인물 중 한 여인이 무척 매력적으로 보이기 때문이라고 한다.[51]
- 술은 마시지 않는다. 체질적으로 받아들이지 않는 것은 아니지만 한신 시절에 주치의로부터 “지금과 같은 지나친 생활을 계속하다간 틀림없이 수 년 이내에 목숨을 잃을 것이다. 술, 담배, 여자, 마작 중 하나를 끊어라”라고 말을 들은 후부터 술을 끊기로 결심하고 그대로 현재까지 이르고 있다. 단, 무슨 수를 써도 담배는 끊을 수 없다는 것을 《뉴스 스테이션》(TV 아사히)의 코너 ‘최후의 만찬’에서 밝혔다.
- 1980년에는 가수로서도 활동했는데 ‘나의 시’라는 앨범을 발표하여 7만 장이 넘게 팔린 적도 있다.

### 야구관

#### 손가락 끝에 의한 고도의 투구 기술
- 1960년대 후반부터 1980년대 전반에 걸쳐 선발·구원 투수로서 활약한 최고의 좌완 투수로 평가받고 있다. 한신 시절에는 선발 투수로서 탈삼진 기록 등 숱한 대기록을 남겼다. 일반적으로 강속구 투수라고 하면 제구가 좋지 않다는 인식이 깔려있었지만 에나쓰는 동 시기를 대표하는 강속구 투수이면서 제구력도 뛰어나 이를 자신의 업적으로 이어질 수 있었다.
- 노무라 가쓰야의 요청에 의해서 구원 투수로 전향한 난카이 시절부터는 그 높은 제구력으로 새로운 빛을 보였다. 구원 투수로서는 세이브 기록이 공식적으로 채택되기 전이었지만 1967년부터 1973년까지 도합 37세이브를 올렸다.
- 에나쓰가 현역 시절 말기에 세이부 라이온스에서 소속될 당시 포수로서 그의 투구를 받아본 이토 쓰토무는 그 높은 제구력과 릴리스 시에 손끝의 조작만으로도 순간적으로 코스를 바꾸며 심지어는 포수가 잡기 쉬운 곳으로 공을 던지는 보통 사람으로서의 할 수 없는 기술 뿐만 아니라 3루 주자의 움직임을 보지 않고 사인도 교환하지 않았음에도 불구하고 스퀴즈를 간파하여 볼로 처리한 정확한 판단력에 감탄했다고 말했다.[52] 에나쓰는 팬들 사이에서도 ‘20세기 최고의 투수 중 한 명’으로 손꼽을 정도로 알려져 있으며 히로시마와 닛폰햄 시절 기대 이상의 활약을 보이면서 팀의 우승을 이끌었다는 이유로 ‘우승 청부사’(優勝請負人)라는 별명까지 얻었다. 야후! 재팬이 기획한 ‘20세기 일본 프로 야구 베스트 나인’의 투수 부문에서 사와무라 에이지, 가네다 마사이치, 이나오 가즈히사 등 왕년의 간판 투수들을 제치고 1위로 선정됐다.

#### 타자와의 맞대결과 에나쓰의 타격
- 네지메 쇼이치의 저서 《오치아이 히로미쓰 괴짜 연구》의 대담 중에서 에나쓰는 ‘가장 공략하기 어려운 타자는 한 구종을 계속 기다리는 사람’이라고 말하여 그 전형으로 오치아이 히로미쓰를 꼽았다. 현역 시절인 어느 날, 에나쓰가 오치아이와 마작을 즐기고 있었을 때 에나쓰는 “투수는 특정 구종을 기다리는 타자가 가장 싫어. 너 같이 계속 노리는 공을 바꾸면 평생 내 공은 칠 수 없다”라고 오치아이에게 말했다. 그 후 1982년 롯데 오리온스전에서 오치아이와 상대하여 결과는 에나쓰가 삼진을 빼앗았지만 이 타석에서 오치아이는 커브 이외의 구종에는 눈길도 주지 않아 후에 이 경기를 되돌아 본 에나쓰는 “오치아이의 성장하는 모습을 보고 매우 감개무량했다”고 말했다. 그 커브는 신인 시절이던 오 사다하루에게서 ‘에나쓰의 커브는 알고 있어도 칠 수 없다. 휘어지지 않으니까’라는 말을 들었다고 한다.[53]
- 구종이 헷갈릴 때 결론적으로 던지는 것은 ‘아웃 코스의 똑바름’이라고 발언한 적이 있다.[54]
- 에나쓰는 타자로서 노히트 노런 달성 경기, 올스타전 9타자 연속 탈삼진을 달성한 경기에서 홈런을 쳤고 노히트 노런은 자신의 끝내기 홈런으로 달성했다. 공식전에서의 통산 성적은 852타수 128안타, 타율 0.150, 홈런 7개의 기록을 남겼다.

#### 친분과 등번호
- 고등학교 시절에 연습 경기에서 맞붙었던 이후로 스즈키 게이시와 두터운 친분을 맺어 왔다. 그런 한편으로 스즈키와 자기 고집이 확실하던 노모 히데오로부터 스승으로서 존경을 받았다. 예전에 긴테쓰 버펄로스에 있어 스즈키 감독과 에이스였던 노모와의 충돌에 관한 소문이 떠돌았을 무렵 에나쓰는 자신의 저서에서 이것에 대해 “트레이닝에 관한 노모의 주장도 알겠지만 내 경험에 비추어 생각컨대 스즈키 감독이 하는 말도 모두 틀린 것만은 아니고 이 건에 대해서 만큼은 노모한테 동조할 수 없다”라는 입장을 밝혔다.
- 한신의 열혈 팬인 작가 오가와 요코의 소설 《박사가 사랑한 수식》(제1회 일본서점대상 수상)에서는 에나쓰의 한신 시절 등번호(28, 완전수)가 가지는 의미를 소재로 쓰이는 등 저자로부터 많은 존경을 받고 있다. 에나쓰도 이 소설이 영화화됐을 때 감사의 인사를 전했다고 한다.

## 상세 정보

### 출신 학교
- 오사카가쿠인 대학 고등학교

### 선수 경력
- 한신 타이거스(1967년 ~ 1975년)
- 난카이 호크스(1976년 ~ 1977년)
- 히로시마 도요 카프(1978년 ~ 1980년)
- 닛폰햄 파이터스(1981년 ~ 1983년)
- 세이부 라이온스(1984년)

### 수상·타이틀 경력

#### 타이틀
- 다승왕 : 2회(1968년, 1973년)
- 최다 선발승 : 1회 (1968년 22선발승)
- 최우수 평균 자책점 : 1회(1969년)
- 최다 탈삼진(당시는 타이틀이 아님) : 6회(1967년 ~ 1972년) ※6년 연속 수상은 최장 타이 기록(그 외에 스즈키 게이시), 6회 수상은 가네다 마사이치에 이은 센트럴 리그 2위, 센트럴 리그에서는 1991년부터 타이틀로 제정됨
- 최우수 구원 투수 : 5회(1977년, 1979년 ~ 1982년) ※최다 타이 기록(그 외에 아카호리 모토유키, 사사키 가즈히로, 이와세 히토키), 4년 연속은 최장 타이 기록(그 외에 사사키 가즈히로)
- 최다 세이브 : 6회(1977년, 1979년 ~ 1983년) ※역대 최다, 5년 연속도 역대 최장 기록. 세이브수에 의한 수상은 2005년부터 재개

#### 수상
- 사와무라 에이지상 : 1회(1968년) ※20세를 맞이한 시즌에서의 수상은 좌완 투수로서의 최연소 기록
- MVP : 2회(1979년, 1981년) ※양대 리그에서의 수상은 사상 최초
- 베스트 나인 : 1회(1968년)
- 최우수 투수 : 1회(1968년)
- 올스타전 MVP : 3회(1970년 2차전, 1971년 1차전, 1980년 3차전)
- 월간 MVP : 1회(1979년 8월)
- 파이어맨상 : 2회(1981년, 1982년)
- 일본 프로 스포츠 대상 수훈상 : 1회(1968년)[55]

### 개인 기록

#### 첫 기록
- 첫 등판 : 1967년 4월 13일, 대 다이요 웨일스 2차전(가와사키 구장), 2회말에 2번째 투수로서 구원 등판, 4이닝 무실점
- 첫 탈삼진 : 상동, 2회말에 이토 이사오로부터
- 첫 선발 : 1967년 4월 19일, 대 다이요 웨일스 3차전(한신 고시엔 구장), 2이닝 4실점(3자책점)에서 패전 투수
- 첫 승리·첫 완투 승리 : 1967년 4월 29일, 대 히로시마 카프 1차전(한신 고시엔 구장), 9이닝 1실점
- 첫 완봉 승리 : 1967년 5월 28일, 대 다이요 웨일스 6차전(가와사키 구장)
- 첫 세이브 : 1974년 4월 10일, 대 히로시마 도요 카프 2차전(히로시마 시민 구장), 7회말에 2번째 투수로서 구원 등판·마무리, 3이닝 무실점

#### 기록 달성 경력
- 통산 1000탈삼진 : 1970년 7월 2일, 대 다이요 웨일스 12차전(가와사키 구장), 7회말에 시게마쓰 쇼조로부터 ※역대 38번째
- 통산 1500탈삼진 : 1972년 4월 12일, 대 요미우리 자이언츠 1차전(한신 고시엔 구장), 2회초에 호리우치 쓰네오로부터 ※역대 18번째
- 통산 100승 : 1972년 6월 21일, 대 히로시마 도요 카프 12차전(한신 고시엔 구장), 9이닝 3실점 완투 승리 ※역대 58번째
- 통산 100선발승 : 1973년 5월 24일, 대 야쿠르트 아톰즈 9차전(메이지 진구 구장), 9이닝 1실점(비자책) 완투 승리
- 통산 2000탈삼진 : 1974년 6월 13일, 대 히로시마 도요 카프 11차전(한신 고시엔 구장), 7회초에 후카사와 슈이치로부터 ※역대 8번째
- 통산 150승 : 1975년 4월 20일, 대 요미우리 자이언츠 3차전(고라쿠엔 구장), 9이닝 2실점 완투 승리 ※역대 27번째
- 통산 500경기 등판 : 1977년 9월 25일, 대 닛폰햄 파이터스 후기 12차전(고라쿠엔 구장), 9회말 1사에 2번째 투수로서 구원 등판·마무리, 2/3이닝 무실점
- 통산 2500탈삼진 : 1979년 5월 11일, 대 요미우리 자이언츠 5차전(히로시마 시민 구장), 5회초에 오 사다하루로부터 ※역대 7번째
- 통산 600경기 등판 : 1979년 9월 19일, 대 한신 타이거스 23차전(한신 고시엔 구장), 6회말 2사에 3번째 투수로서 구원 등판·마무리, 3과 1/3이닝 1실점 ※역대 18번째
- 통산 100세이브 : 1981년 5월 6일, 대 한큐 브레이브스 전기 3차전(고라쿠엔 구장), 8회초 1사에 2번째 투수로서 구원 등판·마무리, 1과 2/3이닝 무실점 ※사상 최초
- 통산 700경기 등판 : 1981년 9월 12일, 대 한큐 브레이브스 후기 10차전(한큐 니시노미야 구장), 10회말 1사에 2번째 투수로서 구원 등판·마무리, 가토 히데지에게 좌전 끝내기 적시타를 허용하여 패전 투수 ※역대 9번째
- 통산 200승 : 1982년 7월 2일, 대 긴테쓰 버펄로스 후기 1차전(고라쿠엔 구장), 7회초 2사에 2번째 투수로서 구원 등판·마무리, 2와 1/3이닝 무실점 ※역대 18번째
- 통산 800경기 등판 : 1983년 8월 30일, 대 세이부 라이온스 18차전(세이부 라이온스 구장), 7회말 2사에 4번째 투수로서 구원 등판·마무리, 2와 1/3이닝을 던져 3실점에서 세이브 투수 ※역대 5번째

#### 기타
- 노히트 노런 : 1973년 8월 30일, 대 주니치 드래건스 20차전(한신 고시엔 구장) ※역대 48번째(연장전에서의 달성은 일본 프로 야구에서 가장 유일함, 자신의 끝내기 홈런으로 결정)
- 시즌 329.2이닝, 225탈삼진 : 1967년 ※고졸 신인으로서의 센트럴 리그 기록
- 시즌 401탈삼진(1968년) ※세계 기록(단, MLB 이외의 기록은 세계 기록으로 인정되지 않는다).
- 1경기 16탈삼진 : 1968년 8월 8일, 대 주니치 드래건스 17차전(주니치 스타디움) ※센트럴 리그 기록
- 23이닝 연속 탈삼진(1968년 8월 8일 ~ 8월 21일)
- 41이닝 연속 무실점(1969년 4월 12일 ~ 5월 15일)
- 1경기에서의 34명 타자 연속 범퇴 : 1970년 9월 26일, 대 주니치 드래건스 22차전(한신 고시엔 구장)
- 100승 100세이브 ※사상 최초(그 후에 야마모토 가즈유키, 사이토 아키오, 오노 유타카, 가쿠 겐지, 사사오카 신지도 달성했고 선발 100승 100세이브는 에나쓰와 사사오카 등 2명 뿐)
- 전체 12구단으로부터의 세이브 달성 : 1984년 5월 3일, 대 닛폰햄 파이터스 6차전(세이부 라이온스 구장), 8회초 1사에 3번째 투수로서 구원 등판·마무리, 1과 2/3이닝 무실점 ※사상 최초이며, 교류전 도입 전의 달성자는 에나쓰가 유일함
- 전체 12구단으로부터의 패전 ※사상 최초[56](달성자는 에나쓰와 스기우치 도시야 = (13구단 패전)뿐)[주 9]
- 올스타전 출장 : 16회(1967년 ~ 1976년, 1978년 ~ 1983년)
- 올스타전 15연속 탈삼진(1970년 ~ 1971년) ※올스타전 기록

### 등번호
- 28(1967년 ~ 1975년)
- 17(1976년 ~ 1977년)
- 26(1978년 ~ 1983년)
- 18(1984년)

### 연도별 투수 성적
| 연 도       | 소 속       | 등 판 | 선 발 | 완 투 | 완 봉 | 무 4 구 | 승 리 | 패 전 | 세 이 브 | 홀 드 | 승 률 | 타 자 | 이 닝  | 피 안 타 | 피 홈 런 | 볼 넷 | 고 4 | 몸 맞 | 탈 삼 진 | 폭 투 | 보 크 | 실 점 | 자 책 점 | 평 자 책 | W H I P |
| ----------- | ----------- | ----- | ----- | ----- | ----- | ------- | ----- | ----- | -------- | ----- | ----- | ----- | ------ | -------- | -------- | ----- | ---- | ----- | -------- | ----- | ----- | ----- | -------- | -------- | ------- |
| 1967년      | 한신        | 42    | 29    | 8     | 2     | 0       | 12    | 13    | --       | --    | .480  | 923   | 230.1  | 167      | 27       | 88    | 1    | 3     | 225      | 3     | 1     | 81    | 70       | 2.74     | 1.11    |
| 1968년      | 한신        | 49    | 37    | 26    | 8     | 3       | 25    | 12    | --       | --    | .676  | 1259  | 329.0  | 200      | 29       | 97    | 2    | 4     | 401      | 2     | 0     | 83    | 78       | 2.13     | 0.90    |
| 1969년      | 한신        | 44    | 23    | 17    | 7     | 3       | 15    | 10    | --       | --    | .600  | 1000  | 258.1  | 172      | 17       | 78    | 1    | 3     | 262      | 3     | 0     | 56    | 52       | 1.81     | 0.97    |
| 1970년      | 한신        | 52    | 37    | 25    | 8     | 3       | 21    | 17    | --       | --    | .553  | 1295  | 337.2  | 232      | 29       | 73    | 5    | 3     | 340      | 5     | 1     | 87    | 80       | 2.13     | 0.90    |
| 1971년      | 한신        | 45    | 30    | 16    | 6     | 4       | 15    | 14    | --       | --    | .517  | 1006  | 263.2  | 182      | 25       | 66    | 3    | 2     | 267      | 5     | 2     | 77    | 70       | 2.39     | 0.94    |
| 1972년      | 한신        | 49    | 31    | 16    | 3     | 3       | 23    | 8     | --       | --    | .742  | 1059  | 269.2  | 195      | 30       | 60    | 3    | 4     | 233      | 0     | 1     | 86    | 76       | 2.53     | 0.95    |
| 1973년      | 한신        | 53    | 39    | 18    | 7     | 2       | 24    | 13    | --       | --    | .649  | 1228  | 307.0  | 258      | 23       | 82    | 6    | 4     | 215      | 4     | 0     | 95    | 88       | 2.58     | 1.11    |
| 1974년      | 한신        | 41    | 23    | 12    | 2     | 1       | 12    | 14    | 8        | --    | .462  | 772   | 197.2  | 153      | 24       | 50    | 3    | 2     | 149      | 3     | 0     | 65    | 60       | 2.73     | 1.03    |
| 1975년      | 한신        | 49    | 27    | 9     | 1     | 1       | 12    | 12    | 6        | --    | .500  | 852   | 208.1  | 169      | 24       | 72    | 7    | 2     | 132      | 2     | 0     | 92    | 71       | 3.07     | 1.16    |
| 1976년      | 난카이      | 36    | 20    | 6     | 1     | 1       | 6     | 12    | 9        | --    | .333  | 612   | 148.1  | 115      | 12       | 61    | 0    | 4     | 109      | 4     | 0     | 58    | 49       | 2.98     | 1.19    |
| 1977년      | 난카이      | 41    | 3     | 1     | 0     | 0       | 4     | 2     | 19       | --    | .667  | 346   | 84.0   | 72       | 5        | 21    | 0    | 5     | 60       | 2     | 0     | 28    | 26       | 2.79     | 1.11    |
| 1978년      | 히로시마    | 49    | 0     | 0     | 0     | 0       | 5     | 4     | 12       | --    | .556  | 395   | 95.1   | 77       | 7        | 38    | 3    | 2     | 99       | 1     | 1     | 32    | 32       | 3.03     | 1.21    |
| 1979년      | 히로시마    | 55    | 0     | 0     | 0     | 0       | 9     | 5     | 22       | --    | .643  | 420   | 104.2  | 77       | 10       | 36    | 2    | 1     | 117      | 3     | 0     | 31    | 31       | 2.66     | 1.08    |
| 1980년      | 히로시마    | 53    | 0     | 0     | 0     | 0       | 9     | 6     | 21       | --    | .600  | 334   | 86.0   | 61       | 12       | 20    | 4    | 1     | 86       | 1     | 0     | 27    | 25       | 2.62     | 0.94    |
| 1981년      | 닛폰햄      | 45    | 0     | 0     | 0     | 0       | 3     | 6     | 25       | --    | .333  | 339   | 83.0   | 69       | 10       | 24    | 0    | 1     | 75       | 1     | 0     | 30    | 26       | 2.82     | 1.12    |
| 1982년      | 닛폰햄      | 55    | 0     | 0     | 0     | 0       | 8     | 4     | 29       | --    | .667  | 354   | 91.0   | 56       | 8        | 31    | 1    | 2     | 107      | 0     | 0     | 22    | 20       | 1.98     | 0.96    |
| 1983년      | 닛폰햄      | 51    | 0     | 0     | 0     | 0       | 2     | 4     | 34       | --    | .333  | 318   | 77.1   | 63       | 6        | 27    | 1    | 3     | 82       | 2     | 0     | 24    | 20       | 2.33     | 1.16    |
| 1984년      | 세이부      | 20    | 0     | 0     | 0     | 0       | 1     | 2     | 8        | --    | .333  | 106   | 24.2   | 22       | 1        | 12    | 1    | 0     | 28       | 2     | 0     | 11    | 10       | 3.65     | 1.38    |
| 통산 : 18년 | 통산 : 18년 | 829   | 299   | 154   | 45    | 21      | 206   | 158   | 193      | --    | .566  | 12618 | 3196.0 | 2340     | 299      | 936   | 43   | 46    | 2987     | 43    | 6     | 985   | 884      | 2.49     | 1.03    |

- 굵은 글씨는 시즌 최고 성적, 붉은색 글씨는 일본 프로 야구 역대 최고 성적.

## 관련 정보

### 저서
- 《에나쓰 유타카 자서전 - 유랑의 왼손잡이(江夏豊自伝 流浪のサウスポー)》(1981년 5월, 고단샤)
- 《이게 말하고자 했던 것이다 - 안녕 프로 야구여, 힘들게 살아왔던 지난 18년(これが、言いたい事のありったけ―さらばプロ野球、乱に生きた18年)》(1984년 12월, 도쿠마 쇼텐) ISBN 4195030129
- 《구원 에이스의 위기 탈출 방법 - 위기가 있을 때야말로 상대가 잘 치는 코스를 노려라!(リリーフエースの危機脱出術―ピンチのときこそ相手の得意コースをつけ!)》(1985년 1월, 고마쇼보) ISBN 4341020641
- 《나도 한마디 하겠소~(ワイもいうでェ〜)》(1985년 1월, 가이고시 출판사) ISBN 490620323X
- 《야구는 머리싸움이야(野球はアタマや)》(1985년 3월, 도쿠마 쇼텐) ISBN 4195978181
- 《남자의 찬스는 단 한번(男のチャンスはたった一度)》(1985년 6월, 도쿠마 쇼텐) ISBN 419503101X
- 《에나쓰 유타카의 형편없는 관리 야구 - 여기까지 말하면 지나치지 않을까(江夏豊のくたばれ管理野球―ここまで言うたら言いすぎやろか)》(1988년 7월, 각슈켄큐샤) ISBN 4051029476
- 《노모 히데오 ‘메이저 리그 30경기’(野茂英雄「大リーグ30試合」)》(1996년 3월, 고단샤) ISBN 4062080540
- 《죽어라! 자이언츠(くたばれ!ジャイアンツ)》(1997년 4월, 쇼가쿠칸) ISBN 4093872201
- 《에나쓰의 법칙 - 동네 야구 바이블(江夏の法則－草野球バイブル)》(1997년 12월, 스키 저널) ISBN 4789920615
- 《프로 야구 관전술(プロ野球観戦術)》(1998년 5월, 스키 저널) ISBN 4789920674
- 《마쓰자카 다이스케에게 - 에나쓰 유타카로부터의 메시지(松坂大輔へ―江夏豊からのメッセージ)》(2000년 3월, 주오코론신샤) ISBN 4120029816
- 《좌완의 자부심 - 에나쓰 유타카 자서전(左腕の誇り 江夏豊自伝)》(2001년 3월, 소시샤) ISBN 479421040X, 2010년 신초분코
- 《에나쓰 유타카의 초야구학 - 에이스가 되기 위한 조건(江夏豊の超野球学－エースになるための条件)》(2004년 5월, 베이스볼 매거진사) ISBN 4583037937
- 《왜 한신은 이길 수 없는가? - 타이거스 재건에의 제언(なぜ阪神は勝てないのか? 〜タイガース再建への提言)》(오카다 아키노부와의 공저) 가도카와 ONE 테마 21 2009년, 가도카와 쇼텐, ISBN 978-4-04-710206-4
- 《쇼와 프로 야구의 이면 - 우정과 환희의 드라마뒤에 무엇이 있었는가?(昭和プロ野球の裏側～友情と歓喜のドラマの裏に何があったのか?)》(기누가사 사치오와의 공저) 고사이도 신서(2018년 3월 31일, 고사이도 출판) ISBN 978-4331521519

### 연재
- 《에나쓰 유타카의 아우트로 야구론》(주간 플레이보이, 슈에이샤)
- 《에나쓰 유타카의 야구계 인간 교유전 ‘구인장’(球人蔵)》(슈칸 베이스볼, 베이스볼 매거진사)

### 주해
1. ↑  “(ON이 소속돼 있던)‘V9’ 요미우리에서도 팀 타율이 2할 5푼에 달하지 않았기에 한신은 2할 1푼 ~ 2할 2푼 정도였다”라고 말했다.[10] 또한 1967년 시즌의 실제 팀 타율은 요미우리가 2할 6푼 5리, 한신은 2할 4푼 5리였다.
2. ↑  올스타전에서는 1사, 2사라는 이닝 도중에 등판한 경우 다음 이닝부터 계산해서 3이닝까지 등판할 수 있다. 또, 낫아웃 상태가 생긴 경우에는 1이닝 4탈삼진 이상도 가능하게 되므로 아주 특수한 경우이긴 하지만 규칙상으로는 한 경기에 10탈삼진 이상도 불가능한 것은 아니다.
3. ↑  구체적으로 빠른 공을 던지는 모션을 취하면서 느린 공을 던지고, 느린 공을 던지는 모션으로 빠른 공을 던지는 식이다.
4. ↑  야수가 모두 출전해 있었기 때문에 퍼시픽 리그 올스타팀의 니시모토 유키오 감독은 타격이 좋은 야마우치를 마쓰누마 히로히사(세이부)의 대타로 기용했다.
5. ↑  ‘에나쓰의 21구’때 무사 만루 위기에 몰렸던 에나쓰를 구원했기 때문에 고바 감독은 기타벳푸 마나부와 이케가야 고지로를 불펜으로 향하게 했지만 이 일이 에나쓰와 고바 감독 간의 관계 악화에 결정적이었다고 밝혔다.[27]
6. ↑  에나쓰 본인은 닛폰햄의 연고지가 같은 도쿄의 야쿠르트 스왈로스 근처는 아닐까 생각했다고 한다. 또한 센트럴 리그라면 야쿠르트, 퍼시픽 리그라면 긴테쓰를 희망하고 있었다고 한다.[30][31]
7. ↑  오사와는 자신의 저서 《구도무뢰》에 수록된 에나쓰와의 대담에서 “결국 에나쓰의 야구 인생을 내가 단축시킨 꼴이 됐다”는 발언도 했다.[33]
8. ↑  당시 히로오카 자신은 육식을 제한하고 있지 않았으며 스파이크를 신을 수 없을 정도의 통풍으로 고생하고 있었다.
9. ↑  11개 구단에서 승리를 거뒀지만 한신 타이거스로부터는 승리없이 끝났기 때문에 전 구단 승리를 달성하지 못했다.

### 출전
1. 1 2 3 4  TV 아사히 / TV 맨 유니온 / TV 아사히 영상 《그레이트 마더 이야기》(고단샤, 2002년), p 41 ~ 56
2. 1 2 3  에나쓰 유타카 《새 집의 이력서 에나쓰 유타카》, 슈칸 분슌 2009년 12월 31일, 2010년 1월 7일자, p.102 ~ 105
3. ↑  江夏豊（２）左利き 長兄にたたき込まれる　社会人の草野球で助っ人に - 《나의 이력서》 에나쓰 유타카, 니혼케이자이 신문, 2017년 12월 2일자
4. ↑  《왜 한신은 이길 수 없는가? - 타이거스 재건에의 제언》(오카다 아키노부와의 공저, 가도카와 ONE 테마 21, 가도카와 쇼텐, 2009년) p.109
5. ↑  《왜 한신은 이길 수 없는가? - 타이거스 재건에의 제언》 p.148
6. ↑  《왜 한신은 이길 수 없는가? - 타이거스 재건에의 제언》 p.71
7. ↑  “背番号物語2019】「＃28」阪神の江夏豊を起源とする左腕の系譜”. 슈칸 베이스볼. 2019년 2월 4일. 2024년 7월 19일에 확인함.
8. ↑  “背番号物語2019】「＃28」阪神の江夏豊を起源とする左腕の系譜”. 슈칸 베이스볼. 2019년 2월 4일. 2024년 7월 19일에 확인함.
9. ↑  “【背番号物語2019】「＃34」金田から山本昌に連なる左腕の勲章”. 슈칸 베이스볼. 2019년 2월 10일. 2024년 7월 19일에 확인함.
10. ↑  《왜 한신은 이길 수 없는가? - 타이거스 재건에의 제언》 p.130
11. ↑  《‘그 때, 너는 젊었다’루키 비화》(Sports Graphic Number, 2011년 3월 24일자, 분게이슌주, 2011년), 잡지 26854·3·24, p.50
12. 1 2 3 4  【9月17日】1968年（昭43） 新記録は王さんから 江夏が狙った日本新奪三振記録 보관됨 2012-12-04 - 웨이백 머신 - 스포츠 닛폰, 2007년 9월 17일
13. ↑  아사히 신문 2012년 8월 17일 석간 1면 칼럼 ‘일본인·맥·기’에서
14. ↑  노무라 가쓰야 저 《나와 O·N》
15. ↑  . 한신 타이거스 홈페이지 http://s.hanshintigers.jp/80th/history/. 2020년 4월 8일에 확인함. |제목=이(가) 없거나 비었음 (도움말)[깨진 링크(과거 내용 찾기)]
16. ↑  1971년 올스타전 경기 결과(1차전) - 일본 야구 기구 홈페이지
17. ↑  【8月30日】1973年（昭48） 自ら抑えて打って史上初の記録！江夏の晩夏の快投 보관됨 2012-05-02 - 웨이백 머신 - 스포츠 닛폰, 2007년 8월 30일
18. ↑  優勝の決まる試合で「勝ってくれるな」と代表　疑惑の試合の「噂の真相」 - 산케이 신문
19. 1 2 3 4 5  【内田雅也の猛虎監督列伝（17）～第17代・金田正泰】「迷宮」のなか、優勝目前の不可解用兵 - 스포츠 닛폰
20. ↑  ‘決断するだけで話は出来上がっていた？江夏豊放出’ - 스포츠 닛폰
21. ↑  보관됨 2019-02-12 - 웨이백 머신 보관됨 2019-02-12 - 웨이백 머신 【１月19日】1976年(昭51)　決断するだけで話は出来上がっていた？江夏豊放出 - 스포츠 닛폰, 2009년 1월 1일
22. ↑  《왜 한신은 이길 수 없는가? - 타이거스 재건에의 제언》 p.90-92
23. ↑  노무라 가쓰야 저, 《나와 프로 야구》, KK 베스트셀러스, p.166-174. ISBN 9784584132951
24. ↑  《왜 한신은 이길 수 없는가? - 타이거스 재건에의 제언》 p.154
25. ↑  요시다 요시오 저 《우시와카마루의 이력서》(닛케이 비즈니스 인문고, 2009년), p.159
26. ↑  “江夏豊「オレの宝だ。すぐに追い掛ける」衣笠氏悼む”. 《닛칸 스포츠》. 2018년 4월 24일. 2018년 4월 25일에 확인함.
27. ↑  《운명의 1구》, 곤도 다다유키 저, 신초 분코, 2003년
28. ↑  《좌완의 자부심 - 에나쓰 유타카 자서전》 p.254
29. ↑  오사와 게이지 저 《구도무뢰》(슈에이샤, 1996년), p.187
30. ↑  《좌완의 자부심》 p.254 ~ 255
31. ↑  1984年の江夏豊「西武への望まないトレード」の表と裏 - 뉴스 포스트 세븐
32. ↑  권말 칼럼 - ‘기간 연장, 트레이드의 효능’, 《슈칸 베이스볼》(베이스볼 매거진사), 2008년 7월 21일자, p.134
33. ↑  《구도무뢰》, p.187, p.200
34. ↑  【一番近くで見た　西武ライオンズ４０年】「打倒日本ハム」で宿敵から移籍の江夏豊氏　空港で投手コーチと押し問答「何でメンバーに入ってないの？」 - 석간 후지, 2018년 8월 4일
35. ↑  보관됨 2019-03-21 - 웨이백 머신 보관됨 2019-03-21 - 웨이백 머신 【９月10日】1984年（昭59）　「もう疲れた」江夏豊“最後の登板”は１安打投球も寂しく… - 스포츠 닛폰, 2008년 9월 7일
36. ↑  江夏豊「俺の骨は甲子園のマウンドにまいてほしい」 - 주간 아사히, 2013년 6월 23일
37. ↑  涙なくしては読めない、伝説の投手・江夏豊の「奇跡の引退試合」 - 데일리 신초, 2017년 2월 19일
38. ↑  江夏豊　広岡監督に「なんで痛風なの」で2軍落ち？ - AERA dot., 2012년 11월 15일
39. ↑  球界に大きな影響を与えた広岡達朗－元・名物番記者が語るプロ野球ちょっと裏話－ - 베이스볼 킹, 2015년 11월 25일
40. ↑  《일본 프로 야구 트레이드 대감》(베이스볼 매거진사)에서의 인터뷰와 《좌완의 자부심 - 에나쓰 유타카 자서전》에서도 같은 취지의 발언을 했다.
41. ↑  What is a Non-roster Invite (NRI)? - Glossary 보관됨 2020-06-29 - 웨이백 머신 - MLB.com
42. ↑  Yutaka Entasu, Milwaukee Brewer - Japanese Baseball Cards
43. ↑  Milwaukee Brewers Uniform Numbers - Baseball-Reference.com
44. ↑  AP연합특약 (1985년 4월 6일). “日(일) 최고투수 江夏(강하) 메이저리그 진출 좌절”. 조선일보. 2022년 3월 31일에 확인함.
45. ↑  후지사와 후미히로 《やっぱり凄い メジャーリーグ大雑学》, 고단샤+α문고, p.112-113
46. 1 2 3  “野球、海を渡る-ニッポン人脈記”. 《아사히 신문》. 2006년 1월 23일. 2020년 7월 21일에 확인함.
47. ↑  江夏豊氏の公判では衣笠祥雄氏、江本孟紀氏、故大島渚氏が情状証人 - 스포츠 닛폰, 2016년 5월 18일
48. 1 2  清原容疑者が復活するための3つの必要条件（下） - DIAMOND 온라인, 2016년 2월 9일
49. 1 2 3 4 5 6  横浜地方裁判所平成5年（わ）第555号覚せい剤取締法違反被告事件 - 판례 타임스 829호, 276 ~ 277쪽
50. ↑  “阪神本拠開幕戦で江夏＆田淵“黄金バッテリー”復活 - 野球”. 닛칸 스포츠. 2017년 3월 17일. 2017년 7월 9일에 확인함.
51. ↑  《분게이슌주》 2005년 7월호
52. ↑  ‘에나쓰의 21구는 진짜였다고 강렬한 인상을 받은 이토 쓰토무가 이야기하는 최고봉의 투구술’, 《슈칸 베이스볼》(베이스볼 매거진사) 2008년 7월 21일자, p.24-25
53. ↑  ‘사다하루에게는 통용된 ‘휘어지지 않는’ 커브’, 《에이스의 자격》 p.110-113
54. ↑  별책 베이스볼 ‘よみがえる1980年代のプロ野球 PART8 1982年編’, p.54(출전: 슈칸 베이스볼 1982년 10월 18일자 다테카와 단시와의 대담 기사)
55. ↑  “歴代授賞者”. 《일본 프로 스포츠 대상》. 공익재단법인 일본프로스포츠협회. 2017년 12월 1일에 원본 문서에서 보존된 문서. 2017년 11월 25일에 확인함.
56. ↑  達成者は「江夏豊」ともうひとりだけ…　「全球団に勝利」「全球団に敗戦」した投手 - 데일리 신초(2020년 8월 8일)